# حركة الناجين النفسيين
حركة الناجين النفسيين (أي بشكل أوسع حركة المستهلك/ الناجي/ المريض السابق) هي جمعية متنوعة من الأفراد الذين يخضعون حاليا للعلاج النفسي (ويعرفون أيضا بمستهلكي أو مسخدمي الخدمات النفسية) أو أولئك الناجين من العلاج النفسي أو مرضي نفسيين سابقين.
تولدت حركة الناجين النفسيين من حركات الحقوق المدنية في أواخر 1960 وأوائل 1970 والذكريات الشخصية عن سوء المعاملة النفسية لمرضى نفسيين سابقين. وكان النص الرئيسي في التنمية الفكرية لحركة الناجين -في الولايات المتحدة الأمريكية على الأقل- هو النص الذي كتبته جودي تشامبيرلين في عام 1978 بعنوان «بمفردنا: بدائل تحت سيطرة المريض في نظام الصحة النفسية». كانت تشامبيرلين مريضة نفسية سابقة وشريك مؤسس لجبهة تحرر المرضى النفسيين. في أواخر1988 شعر قادة مجموعات الناجين النفسيين القومية الرئيسية والشعبية أنهم في حاجة إلى تحالف حقوقي مستقل يركز على مشاكل نظام الصحة النفسية والتفوا حول نشرة ديندرون الإخبارية التابعة لمريض نفسي سابق. وفي العام نفسه شكل التحالف الدولي للدعم. وكانت أول فعالية عامة لهذا التحالف هي تنظيم مؤتمر ومظاهرة في مدينة نيويورك في مايو 1990 بالتزامن مع اللقاء السنوي للجمعيات النفسية الأمريكية. في عام 2005 تغير اسم الحركة إلى حركة حرية العقل الدولية تحت إدارة ديفيد ويليام أوكس.
تعد «الحديث عن قوة الطب النفسي» و «حماية الحقوق والدفاع عنها» و«الاستقلال الذاتي» من الموضوعات المشتركة. وعلى الرغم من اشتراك نشطاء الحركة في هوية جماعية إلى حد ما، فإن الرؤى تختلف باستمرار من التحفظ للراديكالية فيما يخص العلاج النفسي ومستوى مقاومة المرض.